# Юліус Гаас
Юліус Гаас (чеськ. Július Haas; 28 вересня 1948, Жиліна, Чехословаччина) — чехословацький хокеїст, крайній нападник. Чемпіон світу 1972 року.

## Спортивна кар'єра
Вижованець команди «Жиліна». Протягом десяти сезонів захищав кольори братиславського «Слована». У його складі двічі був віце-чемпіоном і тричі бронзовим медалістом чемпіонату Чехословаччини. Провів 339 лігових матчів і забив 172 голи. Наприкінці ігрової кар'єри грав по одному сезону в «Жиліні» і «Топольчанах».
У національній команді дебютував 12 березня 1969 року. У Празі господарі здобули перемогу над збірною Канади з рахунком 2:1 (відзначмлися Е. Свобода і Йозеф Аугуста). У цьому матчі також дебютували Іван Глінка, Мілан Кужела і Е. Свобода. Чемпіон світу і Європи 1972 року, бронзовий медаліст Чемпіонату світу і Європи 1970 року. На цих турнірах провів 14 ігор (11+5), а всього у складі збірної Чехословаччини — 45 матчів (21 гол). Чемпіон Європи серед юніорів 1968 року.